# Алвин Рот
Алвин Елиът Рот (на английски: Alvin Elliot Roth) е американски икономист. През 2012 г. получава Нобелова награда за икономика, заедно с Лойд Шапли, „за теорията на устойчивото разпределение и практиката на пазарния дизайн“.

## Биография
Роден е на 18 декември 1951 г. в Ню Йорк в еврейско семейство. През 1971 г. завършва изследване на операции в Колумбийския университет, след което получава магистърска (1973) и докторска (1974) степен в Станфордския университет. Преподава в Университета на Илинойс в Ърбана-Шампейн (1974 – 1982), Питсбъргския университет (1982 – 1998), Харвардския университет (1998 – 2012) и Станфордския университет (от 2012). Работи главно в областта на теорията на игрите и експерименталната икономика.